# 田村ゆかり LIVE 2006-2007 *Pinkle Twinkle☆Milky Way*
『田村ゆかり LIVE 2006-2007 *Pinkle Twinkle☆Milky Way*』（たむらゆかり ライブ ピンクル トゥインクル ミルキー ウェイ）は、田村ゆかりの通算3作目となる全編がライブ映像である作品（通算5作目の映像作品）。2007年12月24日にキングレコードより発売された。

## 概要
2006年12月23日にパシフィコ横浜で行われたライブ『*Pinkle ☆ Twinkle Party* 2006』と2007年8月4日から行われたライブツアー『2007 Summer *Sweet Milky Way*』の神戸公演の模様を収録。
Disc1 では、2006年のライブを、Disc2・3では、2007年のツアーをそれぞれ全曲収録している。田村ゆかり名義で発売する映像作品の中では、2009年現在で最も収録時間が長い。
Disc1では映像特典としてリハーサル風景を収録。Disc3では、ツアーの公演で行われたMCをピックアップしてそれぞれ収録したり、リハーサル風景を収録したりするなど、映像特典としてのボリュームも多い。

## 参加ミュージシャン
ボーカル・パフォーマンス
- 田村ゆかり

## 演奏会場
- 2006年ライブ『*Pinkle ☆ Twinkle Party* 2006』
  1. パシフィコ横浜（2006年12月23日）
- 2007年ライブツアー『2007 Summer *Sweet Milky Way*』
  1. 大宮ソニックシティ（2007年8月4日 / 埼玉県さいたま市）
  2. 仙台市青年文化センター（2007年8月12日 / 宮城県仙台市）
  3. 神戸国際会館（2007年8月17日 / 兵庫県神戸市）
  4. 愛知県勤労会館（2007年8月19日 / 愛知県名古屋市）
  5. パシフィコ横浜（2007年8月26日 / 神奈川県横浜市）
  6. Zepp Fukuoka（2007年9月1日 / 福岡県福岡市）

## 収録内容

### Disc1 *Pinkle ☆ Twinkle Party*
1. -Prologue-
2. Picnic
3. Little Wish 〜first step〜
4. 大好きと涙
5. -MC 1-
6. Happy Loop!
7. 童話迷宮
8. フルーツ
9. -MC 2-
10. miss you
11. fantasia
12. AMBER 〜人魚の涙〜
13. Prince On A Star 〜Princess Whispers〜
14. Cursed Lily
15. あなただけに 〜It’s only my Love〜
16. -MC 3-
17. Princess Rose
18. 恋せよ女の子
19. fancy baby doll
20. 惑星のランデブー
21. Cutie♡Cutie
22. -MC 4-
23. プレゼント
24. -Encore-
25. Baby's Breath
26. -MC 5-
27. candy smile
28. -W Encore-
29. Little Wish 〜first step〜
30. -Epilogue-
31. オフショット〜フィッティング〜
32. オフショット〜リハーサル〜

### Disc2 *Sweet Milky Way* Side-A
1. -Prologue-
2. Princess Rose
3. Super Special Day
4. 虹色バルーン
5. -MC 1-
6. Butterfly*kiss
7. 天使のお仕事
8. mon chéri
9. -Dancer Performance-
10. Sensitive Venus
11. Jelly Fish
12. -MC 2-
13. 君をつれて
14. 星空のSpica
15. 不可触な愛
16. Beautiful Amulet
17. -メンバー紹介-
18. Little Wish 〜first step〜
19. -MC 3-
20. 童話迷宮
21. Honey Moon
22. 惑星のランデブー
23. fancy baby doll
24. 恋するラズベリー
25. Melody

### Disc3 *Sweet Milky Way* Side-B
1. -Encore-
2. Love♡parade
3. -MC 4-
4. candy smile
5. -MC 5-
6. 恋せよ女の子
7. -Epilogue-
8. MCセレクション 1
9. MCセレクション 2
10. オフショット〜ボーリング大会〜
11. MCセレクション 3
12. オフショット〜マウンテン〜
13. MCセレクション 4
14. MCセレクション 5
15. MCセレクション〜番外編〜
16. オフショット〜バックステージ〜